# بندر الخريف
بندر بن إبراهيم بن عبد الله الخريف، وزير الصناعة والثروة المعدنية السعودي منذ 30 أغسطس 2019، ورئيس مجلس إدارة صندوق التنمية الصناعية السعودي ورئيس مجلس إدارة بنك التصدير والاستيراد السعودي ورئيس مجلس إدارة هيئة المحتوى المحلي والمشتريات الحكومية ورئيس مجلس إدارة الهيئة الملكية للجبيل وينبع، ورئيس مجلس إدارة هيئة تنمية الصادرات السعودية، ورئيس مجلس إدارة المركز الوطني للتنمية الصناعية، ورئيس مجلس إدارة الهيئة السعودية للمدن الصناعية ومناطق التقنية "مدن"، ورئيس مجلس إدارة هيئة المساحة الجيلوجية، ورئيس لجنة برنامج تطوير الصناعة الوطنية والخدمات اللوجستية. 

## الحياة العلمية والعملية
تخرج من جامعة الملك سعود قسم الاقتصاد، وحصل على دورات في الإدارة والقيادة والاستثمار من IMD سويسرا. وقد تولى مناصب قيادية عديدة في المجال الصناعي والتجاري والاستثماري التي يمتلك فيها خبرة تصل إلى 25 عاما.

## المناصب
- رئيس مجلس إدارة الهيئة الملكية للجبيل وينبع
- الرئيس التنفيذي لشركة أبناء عبد الله إبراهيم الخريف.
- الرئيس التنفيذي لشركة الخريف لحلول الطباعة.
- نائب رئيس مجلس الإدارة والعضو المنتدب للشركة العربية للخدمات الزراعية (أراسكو).
- عضو مجلس إدارة في مجموعة الخريف.
- رئيس مجلس إدارة شركة الشرق الأوسط لحلول الأغذية - مفسكو (بالشراكة مع شركة كارغيل الأمريكية).
- رئيس مجلس إدارة مجموعة الدخيل للاستثمار AFG.
- عضو في مجلس إدارة شركة أماكو بأوكرانيا.
- عضو مجلس إدارة الشركة العربية لإنتاج وتسويق زيوت التشحيم كاسترول بالشراكة مع شركة بريتش بتروليم BP.
- عضو مجلس إدارة الغرفة التجارية الصناعية بالرياض.
- نائب رئيس اللجنة الصناعية بالغرفة التجارية الصناعية بالرياض وعضو اللجنة الوطنية الصناعية.
- عضو مجلس إدارة جمعية الاقتصاد السعودية.
- عضو مجلس أمناء منتدى الرياض الاقتصادي.
- عضو اللجنة التنفيذية للمجلس الصناعي.
- عضو في الجمعية الخيرية لرعاية الأيتام.

كما تولى مهام سابقة هي:
- رئيس مجلس إدارة شركة ميزات للتطوير العقاري.
- رئيس مجلس إدارة شركة المركز الآلي السعودي.
- نائب رئيس مجلس إدارة شركة مكين كابيتال.
- عضو مجلس إدارة ورئيس لجنة المراجعة في مؤسسة عسير للصحافة والنشر – جريدة الوطن -.
- عضو مجلس إدارة وعضو في لجنة المراجعة في شركة سما للطيران.
- عضو مجلس إدارة الشركة السعودية للتمويل.
- عضو مجلس إدارة شركة الخريف للبترول.
- مدير عام شركة النخيل للصناعات الورقية.

## أبرز انجازاته خلال وزارة الصناعة
- تنظيم وتشريعات في قطاع الصناعة التي تساهم في دعم التحول الرقمي ورقمنة المصانع والاعتماد على الالات بدل العمالة مما يساهم في تسريع عمليات الانتاج وضمان استمرارية المصانع في السعودية[4]
- اطلاق برنامج "صنع في السعودية" لدعم وتنمية الصناعات السعودية [5]
- العمل على استقطاب اسثتمارات وتوفير بيئة بالتعاون مع وزارة الاستثمار لجلب الاستثمارات الاجنبية [6]
- تدشين 4 مناطق استثمارية جديدة في ندلب[7] اضافةً إلى تحقيق 3 إنجازات صناعية خليجية خلال رئاسة المملكة للدورة الـ42 لمجلس التعاون[8] ١. الإنجاز الأول: نظام التنظيم الصناعي الموحّد
  - اعتماد نظام التنظيم الصناعي الموحّد من قبل المجلس الأعلى.
    - تشجيع الابتكار واعتماد التكنولوجيا المتقدمة في دول مجلس التعاون.
    - تعزيز استخدام الآلات والمعدات الموجهة للطاقة في عمليات التصنيع.
    - تحديث تقنيات التصنيع ومواكبة الثورة الصناعية الرابعة. ٢. الإنجاز الثاني: مبادرة مصانع المستقبل

  - موافقة المجلس الأعلى على مبادرة مصانع المستقبل بصفة استرشادية.
    - تحويل المصانع من العمالة الكثيفة ومنخفضة المهارة إلى الأتمتة.
    - زيادة الإنتاجية والكفاءة التشغيلية للمصانع في دول الخليج.
    - دعم المصانع في التحول إلى الأتمتة من خلال الحوافز والتنفيذ. ٣. الإنجاز الثالث: التنمية الصناعية الإستراتيجية الموحدة

  - اعتماد التنمية الصناعية الإستراتيجية الموحدة من قبل وزراء الصناعة في دول مجلس التعاون.
    - تحديد الأهداف الصناعية كأولويات على المستوى الوطني والخليجي.
    - التوجيه لتحقيق هذه الأهداف خلال فترة رئاسة المملكة.

## التكريمات
- منحه الملك سلمان بن عبد العزيز آل سعود وشاح الملك عبد العزيز من الطبقة الثانية في 6 أبريل 2021.[9]